# Reprezentacja Austrii w piłce nożnej mężczyzn
Reprezentacja Austrii w piłce nożnej mężczyzn (niem. die österreichische Fußballnationalmannschaft der Männer) – narodowy zespół piłkarzy nożnych, który reprezentuje Austrię w meczach i turniejach międzynarodowych. Za istnienie reprezentacji odpowiedzialny jest Österreichischer Fußball-Bund.

## Dzieje reprezentacji
Reprezentacja Austrii siedmiokrotnie brała udział w finałach mistrzostw świata (1934, 1954, 1958, 1978, 1982, 1990, 1998). Awansowała również wprawdzie do Mundialu w 1938 roku, ale musiała wycofać się z turnieju ze względu na Anschluss. Najbardziej udane ze wszystkich startów były dwa pierwsze. W 1934 roku drużyna nazwana cudowną (Wunderteam) zajęła czwarte miejsce, a 20 lat później – trzecie, po zwycięstwie nad broniącym złotego medalu Urugwajem. Występ w Szwecji w 1958 roku okazał się już znacznie gorszy. Nie udało się przebrnąć fazy grupowej, co zapoczątkowało blisko dwudziestoletni kryzys ekipy narodowej.
Został przełamany w drugiej połowie lat 70. Wówczas do głosu doszło pokolenie zdolnych piłkarzy, z liderami w osobach Hansa Krankla i Herberta Prohaski. Zaowocowało to dwoma udanymi startami w Mundialach 1978 i 1982, w których Austriacy doszli do ćwierćfinału.
Później jednak reprezentacja znów popadła w przeciętność. Chociaż drużyna awansowała do Mundialu 1990 i 1998, to w obu zaprezentowała się bardzo słabo, odpadając już po fazie grupowej.
Z kolei w finałach mistrzostw Europy piłkarze austriaccy zadebiutowali dopiero w roku 2008, będąc obok Szwajcarii współgospodarzem turnieju. Spisali się w nich słabo odpadając już w fazie grupowej po jednym remisie (z Polską 1:1), oraz dwóch porażkach (z Niemcami i Chorwacją po 0:1)
Po nieudanych eliminacjach do Mundialu 2006 zwolniony został Hans Krankl. Jego następcą od stycznia 2006 do 2008 roku był Josef Hickersberger. Po nim reprezentację Austrii prowadzili kolejno Karel Brückner, Didi Constantini, tymczasowo Willibald Ruttensteiner, oraz Marcel Koller. Pod jego wodzą reprezentacja Austrii po raz pierwszy w historii (nie licząc debiutu w 2008 roku jako współgospodarza), awansowała do Mistrzostw Europy 2016. W swojej grupie eliminacyjnej (Rosja, Szwecja, Czarnogóra, Liechtenstein, Mołdawia) zajęli pierwsze miejsce z 28 punktami po dziewięciu zwycięstwach i jednym remisie, co pozwoliło im awansować bezpośrednio na ten turniej.
Na Euro 2016 Austriacy znaleźli się w grupie F razem z Portugalią, Islandią i Węgrami. Po jednym remisie (z Portugalią 0:0) i dwóch porażkach (0:2 z Węgrami i 1:2 z Islandią) z jednym punktem na koncie zajęli ostatnie miejsce w grupie i odpadli z turnieju.
Po nieudanych dla Austriaków eliminacjach do Mistrzostw Świata 2018 w Rosji (czwarte miejsce z piętnastoma punktami w dziesięciu meczach) Marcel Koller rozstał się z kadrą. Na tym stanowisku zastąpił go Niemiec Franco Foda.

## Udział w międzynarodowych turniejach

### Igrzyska Olimpijskie
| Rok  | Udział w igrzyskach olimpijskich | Udział w igrzyskach olimpijskich | Udział w igrzyskach olimpijskich | Udział w igrzyskach olimpijskich | Udział w igrzyskach olimpijskich | Udział w igrzyskach olimpijskich | Udział w igrzyskach olimpijskich | Udział w igrzyskach olimpijskich | . | Kwalifikacje do igrzysk olimpijskich | Kwalifikacje do igrzysk olimpijskich | Kwalifikacje do igrzysk olimpijskich | Kwalifikacje do igrzysk olimpijskich | Kwalifikacje do igrzysk olimpijskich | Kwalifikacje do igrzysk olimpijskich |
| Rok  | Runda                            | Miejsce                          | M                                | W                                | R                                | P                                | B+                               | B-                               | . | M                                    | W                                    | R                                    | P                                    | B+                                   | B-                                   |
| ---- | -------------------------------- | -------------------------------- | -------------------------------- | -------------------------------- | -------------------------------- | -------------------------------- | -------------------------------- | -------------------------------- | - | ------------------------------------ | ------------------------------------ | ------------------------------------ | ------------------------------------ | ------------------------------------ | ------------------------------------ |
| 1900 | Nie brała udziału                | Nie brała udziału                | Nie brała udziału                | Nie brała udziału                | Nie brała udziału                | Nie brała udziału                | Nie brała udziału                | Nie brała udziału                | . |                                      |                                      |                                      |                                      |                                      |                                      |
| 1904 | Nie brała udziału                | Nie brała udziału                | Nie brała udziału                | Nie brała udziału                | Nie brała udziału                | Nie brała udziału                | Nie brała udziału                | Nie brała udziału                | . |                                      |                                      |                                      |                                      |                                      |                                      |
| 1908 | Nie brała udziału                | Nie brała udziału                | Nie brała udziału                | Nie brała udziału                | Nie brała udziału                | Nie brała udziału                | Nie brała udziału                | Nie brała udziału                | . |                                      |                                      |                                      |                                      |                                      |                                      |
| 1912 | VI miejsce                       |                                  |                                  |                                  |                                  |                                  |                                  |                                  | . |                                      |                                      |                                      |                                      |                                      |                                      |
| 1920 | Nie brała udziału                | Nie brała udziału                | Nie brała udziału                | Nie brała udziału                | Nie brała udziału                | Nie brała udziału                | Nie brała udziału                | Nie brała udziału                | . |                                      |                                      |                                      |                                      |                                      |                                      |
| 1924 | Nie brała udziału                | Nie brała udziału                | Nie brała udziału                | Nie brała udziału                | Nie brała udziału                | Nie brała udziału                | Nie brała udziału                | Nie brała udziału                | . |                                      |                                      |                                      |                                      |                                      |                                      |
| 1928 | Nie brała udziału                | Nie brała udziału                | Nie brała udziału                | Nie brała udziału                | Nie brała udziału                | Nie brała udziału                | Nie brała udziału                | Nie brała udziału                | . |                                      |                                      |                                      |                                      |                                      |                                      |
| 1936 | II miejsce                       |                                  |                                  |                                  |                                  |                                  |                                  |                                  | . |                                      |                                      |                                      |                                      |                                      |                                      |
| 1948 | 1/8 finału                       |                                  |                                  |                                  |                                  |                                  |                                  |                                  | . |                                      |                                      |                                      |                                      |                                      |                                      |
| 1952 | Ćwierćfinał                      |                                  |                                  |                                  |                                  |                                  |                                  |                                  | . |                                      |                                      |                                      |                                      |                                      |                                      |
| 1956 | Nie zakwalifikowała się          | Nie zakwalifikowała się          | Nie zakwalifikowała się          | Nie zakwalifikowała się          | Nie zakwalifikowała się          | Nie zakwalifikowała się          | Nie zakwalifikowała się          | Nie zakwalifikowała się          | . |                                      |                                      |                                      |                                      |                                      |                                      |
| 1960 | Nie zakwalifikowała się          | Nie zakwalifikowała się          | Nie zakwalifikowała się          | Nie zakwalifikowała się          | Nie zakwalifikowała się          | Nie zakwalifikowała się          | Nie zakwalifikowała się          | Nie zakwalifikowała się          | . |                                      |                                      |                                      |                                      |                                      |                                      |
| 1964 | Nie zakwalifikowała się          | Nie zakwalifikowała się          | Nie zakwalifikowała się          | Nie zakwalifikowała się          | Nie zakwalifikowała się          | Nie zakwalifikowała się          | Nie zakwalifikowała się          | Nie zakwalifikowała się          | . |                                      |                                      |                                      |                                      |                                      |                                      |
| 1968 | Nie zakwalifikowała się          | Nie zakwalifikowała się          | Nie zakwalifikowała się          | Nie zakwalifikowała się          | Nie zakwalifikowała się          | Nie zakwalifikowała się          | Nie zakwalifikowała się          | Nie zakwalifikowała się          | . |                                      |                                      |                                      |                                      |                                      |                                      |
| 1972 | Nie zakwalifikowała się          | Nie zakwalifikowała się          | Nie zakwalifikowała się          | Nie zakwalifikowała się          | Nie zakwalifikowała się          | Nie zakwalifikowała się          | Nie zakwalifikowała się          | Nie zakwalifikowała się          | . |                                      |                                      |                                      |                                      |                                      |                                      |
| 1976 | Nie zakwalifikowała się          | Nie zakwalifikowała się          | Nie zakwalifikowała się          | Nie zakwalifikowała się          | Nie zakwalifikowała się          | Nie zakwalifikowała się          | Nie zakwalifikowała się          | Nie zakwalifikowała się          | . |                                      |                                      |                                      |                                      |                                      |                                      |
| 1980 | Nie zakwalifikowała się          | Nie zakwalifikowała się          | Nie zakwalifikowała się          | Nie zakwalifikowała się          | Nie zakwalifikowała się          | Nie zakwalifikowała się          | Nie zakwalifikowała się          | Nie zakwalifikowała się          | . |                                      |                                      |                                      |                                      |                                      |                                      |
| 1984 | Nie zakwalifikowała się          | Nie zakwalifikowała się          | Nie zakwalifikowała się          | Nie zakwalifikowała się          | Nie zakwalifikowała się          | Nie zakwalifikowała się          | Nie zakwalifikowała się          | Nie zakwalifikowała się          | . |                                      |                                      |                                      |                                      |                                      |                                      |
| 1988 | Nie zakwalifikowała się          | Nie zakwalifikowała się          | Nie zakwalifikowała się          | Nie zakwalifikowała się          | Nie zakwalifikowała się          | Nie zakwalifikowała się          | Nie zakwalifikowała się          | Nie zakwalifikowała się          | . |                                      |                                      |                                      |                                      |                                      |                                      |
| 1992 | Nie zakwalifikowała się          | Nie zakwalifikowała się          | Nie zakwalifikowała się          | Nie zakwalifikowała się          | Nie zakwalifikowała się          | Nie zakwalifikowała się          | Nie zakwalifikowała się          | Nie zakwalifikowała się          | . |                                      |                                      |                                      |                                      |                                      |                                      |
| 1996 | Nie zakwalifikowała się          | Nie zakwalifikowała się          | Nie zakwalifikowała się          | Nie zakwalifikowała się          | Nie zakwalifikowała się          | Nie zakwalifikowała się          | Nie zakwalifikowała się          | Nie zakwalifikowała się          | . |                                      |                                      |                                      |                                      |                                      |                                      |
| 2000 | Nie zakwalifikowała się          | Nie zakwalifikowała się          | Nie zakwalifikowała się          | Nie zakwalifikowała się          | Nie zakwalifikowała się          | Nie zakwalifikowała się          | Nie zakwalifikowała się          | Nie zakwalifikowała się          | . |                                      |                                      |                                      |                                      |                                      |                                      |
| 2004 | Nie zakwalifikowała się          | Nie zakwalifikowała się          | Nie zakwalifikowała się          | Nie zakwalifikowała się          | Nie zakwalifikowała się          | Nie zakwalifikowała się          | Nie zakwalifikowała się          | Nie zakwalifikowała się          | . |                                      |                                      |                                      |                                      |                                      |                                      |
| 2008 | Nie zakwalifikowała się          | Nie zakwalifikowała się          | Nie zakwalifikowała się          | Nie zakwalifikowała się          | Nie zakwalifikowała się          | Nie zakwalifikowała się          | Nie zakwalifikowała się          | Nie zakwalifikowała się          | . |                                      |                                      |                                      |                                      |                                      |                                      |
| 2012 | Nie zakwalifikowała się          | Nie zakwalifikowała się          | Nie zakwalifikowała się          | Nie zakwalifikowała się          | Nie zakwalifikowała się          | Nie zakwalifikowała się          | Nie zakwalifikowała się          | Nie zakwalifikowała się          | . |                                      |                                      |                                      |                                      |                                      |                                      |
| 2016 | Nie zakwalifikowała się          | Nie zakwalifikowała się          | Nie zakwalifikowała się          | Nie zakwalifikowała się          | Nie zakwalifikowała się          | Nie zakwalifikowała się          | Nie zakwalifikowała się          | Nie zakwalifikowała się          | . |                                      |                                      |                                      |                                      |                                      |                                      |
| 2020 | Nie zakwalifikowała się          | Nie zakwalifikowała się          | Nie zakwalifikowała się          | Nie zakwalifikowała się          | Nie zakwalifikowała się          | Nie zakwalifikowała się          | Nie zakwalifikowała się          | Nie zakwalifikowała się          | . |                                      |                                      |                                      |                                      |                                      |                                      |
| 2024 | Nie zakwalifikowała się          | Nie zakwalifikowała się          | Nie zakwalifikowała się          | Nie zakwalifikowała się          | Nie zakwalifikowała się          | Nie zakwalifikowała się          | Nie zakwalifikowała się          | Nie zakwalifikowała się          | . |                                      |                                      |                                      |                                      |                                      |                                      |
| 2028 |                                  |                                  |                                  |                                  |                                  |                                  |                                  |                                  | . |                                      |                                      |                                      |                                      |                                      |                                      |
| 2032 |                                  |                                  |                                  |                                  |                                  |                                  |                                  |                                  | . |                                      |                                      |                                      |                                      |                                      |                                      |

### Mistrzostwa świata
| 1930 | Nie brała udziału       | Nie brała udziału       |
| 1934 | Awans                   | IV miejsce              |
| 1938 | Anschluß                | Anschluß                |
| 1950 | Nie zakwalifikowała się | Nie zakwalifikowała się |
| 1954 | Awans                   | III miejsce             |
| 1958 | Awans                   | Faza grupowa            |
| 1962 | Nie zakwalifikowała się | Nie zakwalifikowała się |
| 1966 | Nie zakwalifikowała się | Nie zakwalifikowała się |
| 1970 | Nie zakwalifikowała się | Nie zakwalifikowała się |
| 1974 | Nie zakwalifikowała się | Nie zakwalifikowała się |
| 1978 | Awans                   | Ćwierćfinał             |
| 1982 | Awans                   | Ćwierćfinał             |
| 1986 | Nie zakwalifikowała się | Nie zakwalifikowała się |
| 1990 | Awans                   | Faza grupowa            |
| 1994 | Nie zakwalifikowała się | Nie zakwalifikowała się |
| 1998 | Awans                   | Faza grupowa            |
| 2002 | Nie zakwalifikowała się | Nie zakwalifikowała się |
| 2006 | Nie zakwalifikowała się | Nie zakwalifikowała się |
| 2010 | Nie zakwalifikowała się | Nie zakwalifikowała się |
| 2014 | Nie zakwalifikowała się | Nie zakwalifikowała się |
| 2018 | Nie zakwalifikowała się | Nie zakwalifikowała się |
| 2022 | Nie zakwalifikowała się | Nie zakwalifikowała się |

### Mistrzostwa Europy
| Rok  | Udział w mistrzostwach Europy | Udział w mistrzostwach Europy |
| Rok  | Kwalifikacje                  | Miejsce                       |
| ---- | ----------------------------- | ----------------------------- |
| 1960 | Nie zakwalifikowała się       | Nie zakwalifikowała się       |
| 1964 | Nie zakwalifikowała się       | Nie zakwalifikowała się       |
| 1968 | Nie zakwalifikowała się       | Nie zakwalifikowała się       |
| 1972 | Nie zakwalifikowała się       | Nie zakwalifikowała się       |
| 1976 | Nie zakwalifikowała się       | Nie zakwalifikowała się       |
| 1980 | Nie zakwalifikowała się       | Nie zakwalifikowała się       |
| 1984 | Nie zakwalifikowała się       | Nie zakwalifikowała się       |
| 1988 | Nie zakwalifikowała się       | Nie zakwalifikowała się       |
| 1992 | Nie zakwalifikowała się       | Nie zakwalifikowała się       |
| 1996 | Nie zakwalifikowała się       | Nie zakwalifikowała się       |
| 2000 | Nie zakwalifikowała się       | Nie zakwalifikowała się       |
| 2004 | Nie zakwalifikowała się       | Nie zakwalifikowała się       |
| 2008 | Gospodarz                     | Faza grupowa                  |
| 2012 | Nie zakwalifikowała się       | Nie zakwalifikowała się       |
| 2016 | Awans                         | Faza grupowa                  |
| 2020 | Awans                         | 1/8 finału                    |
| 2024 | Awans                         | 1/8 finału                    |
| 2028 |                               |                               |
| 2032 |                               |                               |

## Rekordziści
| Lp. | Zawodnik           | Lata gry w kadrze | Mecze | Bramki |
| --- | ------------------ | ----------------- | ----- | ------ |
| 1.  | Andreas Herzog     | 1988–2003         | 103   | 26     |
| 2.  | Marko Arnautović   | 2008–             | 96    | 32     |
| 2.  | David Alaba        | 2009–             | 96    | 14     |
| 4.  | Anton Polster      | 1982–2000         | 95    | 44     |
| 5.  | Gerhard Hanappi    | 1948–1962         | 93    | 12     |
| 6.  | Karl Koller        | 1952–1965         | 86    | 5      |
| 7.  | Friedrich Koncilia | 1970–1985         | 84    | 0      |
| 7.  | Bruno Pezzey       | 1975–1990         | 84    | 9      |
| 9.  | Herbert Prohaska   | 1974–1989         | 83    | 10     |
| 10. | Christian Fuchs    | 2006–2016         | 78    | 1      |

| Lp. | Zawodnik          | Lata gry w kadrze | Bramki | Mecze |
| --- | ----------------- | ----------------- | ------ | ----- |
| 1.  | Anton Polster     | 1982–2000         | 44     | 95    |
| 2.  | Hans Krankl       | 1973–1985         | 34     | 69    |
| 3.  | Marko Arnautović  | 2008–             | 32     | 96    |
| 4.  | Johann Horvath    | 1924–1934         | 29     | 46    |
| 5.  | Erich Hof         | 1957–1969         | 28     | 37    |
| 5.  | Marc Janko        | 2006–2019         | 28     | 70    |
| 7.  | Anton Schall      | 1927–1934         | 27     | 28    |
| 8.  | Matthias Sindelar | 1926–1937         | 26     | 43    |
| 8.  | Andreas Herzog    | 1988–2003         | 26     | 103   |
| 10. | Karl Zischek      | 1931–1945         | 24     | 40    |

- Pogrubioną czcionką oznaczono piłkarzy, którzy wciąż występują w reprezentacji.

## Aktualna kadra
26 osobowa kadra na Mistrzostwa Europy 2020, które odbywają się w dniach 11 czerwca 2021–11 lipca 2021. Występy i gole aktualne na 13 czerwca 2021.
| Nr         | Imię i nazwisko                 | Data urodzenia       | Występy   | Gole      | Klub                     |
| Bramkarze  | Bramkarze                       | Bramkarze            | Bramkarze | Bramkarze | Bramkarze                |
| ---------- | ------------------------------- | -------------------- | --------- | --------- | ------------------------ |
| 1          | Alexander Schlager              | 1 lutego 1996        | 6         | 0         | LASK                     |
| 12         | Pavao Pervan                    | 13 listopada 1987    | 7         | 0         | VfL Wolfsburg            |
| 13         | Daniel Bachmann                 | 9 lipca 1994         | 3         | 0         | Watford                  |
| Obrońcy    |                                 |                      |           |           |                          |
| 2          | Andreas Ulmer                   | 30 października 1985 | 25        | 0         | Red Bull Salzburg        |
| 3          | Aleksandar Dragović             | 6 marca 1991         | 91        | 2         | Crvena zvezda            |
| 4          | Martin Hinteregger              | 7 września 1992      | 56        | 4         | Eintracht Frankfurt      |
| 5          | Stefan Posch                    | 14 maja 1997         | 11        | 1         | 1899 Hoffenheim          |
| 8          | David Alaba                     | 24 czerwca 1992      | 82        | 14        | Real Madryt              |
| 15         | Philipp Lienhart                | 11 lipca 1996        | 5         | 0         | SC Freiburg              |
| 16         | Christopher Trimmel             | 24 lutego 1987       | 13        | 0         | Union Berlin             |
| 21         | Stefan Lainer                   | 27 sierpnia 1992     | 30        | 2         | Borussia Mönchengladbach |
| 26         | Marco Friedl                    | 16 marca 1998        | 3         | 0         | Werder Brema             |
| Pomocnicy  |                                 |                      |           |           |                          |
| 6          | Stefan Ilsanker                 | 18 maja 1989         | 52        | 0         | Eintracht Frankfurt      |
| 10         | Florian Grillitsch              | 7 sierpnia 1995      | 23        | 1         | 1899 Hoffenheim          |
| 14         | Julian Baumgartlinger (kapitan) | 2 stycznia 1988      | 84        | 1         | Bayer 04 Leverkusen      |
| 17         | Louis Schaub                    | 29 grudnia 1994      | 21        | 6         | FC Luzern                |
| 18         | Alessandro Schöpf               | 7 lutego 1994        | 26        | 5         | Schalke 04               |
| 19         | Christoph Baumgartner           | 1 sierpnia 1999      | 11        | 3         | 1899 Hoffenheim          |
| 22         | Valentino Lazaro                | 24 marca 1996        | 31        | 3         | Borussia Dortmund        |
| 23         | Xaver Schlager                  | 28 października 1997 | 21        | 1         | VfL Wolfsburg            |
| 24         | Konrad Laimer                   | 27 maja 1997         | 10        | 1         | RB Lipsk                 |
| Napastnicy |                                 |                      |           |           |                          |
| 7          | Marko Arnautović                | 19 kwietnia 1989     | 89        | 27        | Shanghai Port            |
| 9          | Marcel Sabitzer                 | 17 marca 1994        | 51        | 8         | RB Lipsk                 |
| 11         | Michael Gregoritsch             | 18 kwietnia 1994     | 27        | 5         | FC Augsburg              |
| 20         | Karim Onisiwo                   | 17 marca 1992        | 11        | 1         | Mainz 05                 |
| 25         | Saša Kalajdžić                  | 7 lipca 1997         | 8         | 3         | VfB Stuttgart            |

## Selekcjonerzy reprezentacji Austrii od 1968
- 1968–1975 –  Leopold Stastny
- 1975 –  Branko Elsner
- 1976–1978 –  Helmut Senekowitsch
- 1978–1981 –  Karl Stotz
- 1982 –  Felix Latzke i Georg Schmidt (tymczasowo)
- 1982–1984 –  Erich Hof
- 1984–1987 –  Branko Elsner
- 1988–1990 –  Josef Hickersberger
- 1990–1992 –  Alfred Riedl
- 1992 –  Ernst Happel
- 1992 –  Dietmar Constantini
- 1993–1999 –  Herbert Prohaska
- 1999–2001 –  Otto Barić
- 2002–2005 –  Hans Krankl
- 2006–2008 –  Josef Hickersberger
- 2008–2009 –  Karel Brückner
- 2009–2011 –  Dietmar Constantini
- 2011 –  Willibald Ruttensteiner (tymczasowo)
- 2011–2017 –  Marcel Koller
- 2017–2022 –  Franco Foda